# Montainville (Yvelines)
Montainville település Franciaországban, Yvelines megyében. Lakosainak száma 560 fő (2022. január 1.). Montainville Beynes, Andelu, Marcq, Mareil-sur-Mauldre és Maule községekkel határos.

## Népesség
A település népességének változása:
| Lakosok száma | 529  | 517  | 532  | 506  | 501  | 510  | 502  | 531  | 560  |
|               | 2013 | 2015 | 2016 | 2017 | 2018 | 2019 | 2020 | 2021 | 2022 |